# Wache Scharafjan

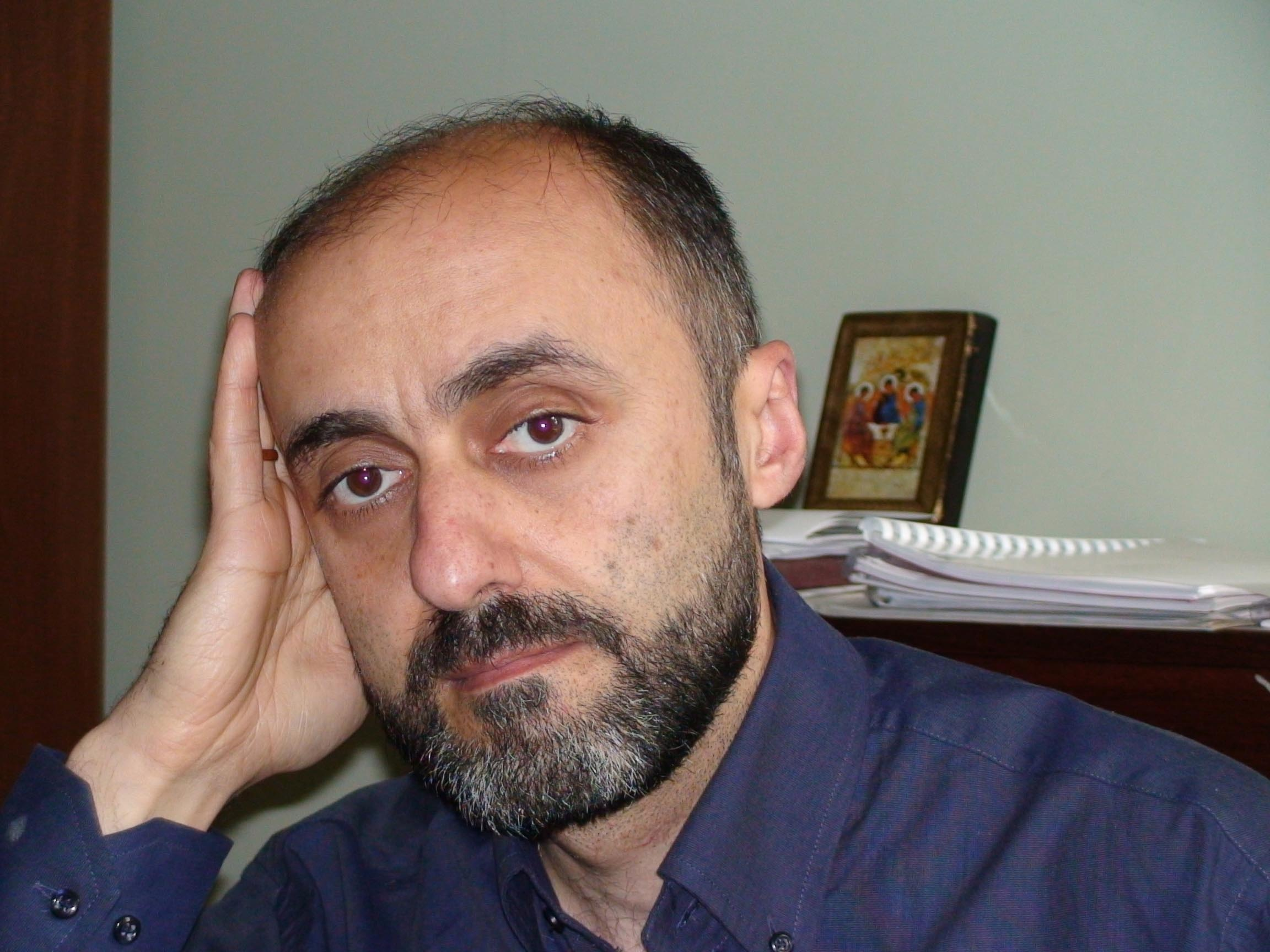
Wache Scharafjan, 2005

Wache Scharafjan (armenisch Վաչե Շարաֆյան; * 11. Februar 1966 in Jerewan) ist ein armenischer Komponist.

## Leben
Scharafjan war 1985 Gewinner des Allunions-Kompositionwettbewerbes in der Sowjetunion. Er studierte bis 1990 am Staatlichen Konservatorium in Jerewan und absolvierte danach bis 1992 ein Postgraduiertenstudium bei Eduard Mirsojan. Danach war er bis 1996 Professor für Musiktheorie und Sakralmusik am Jerusalem Theological Armenian Seminary. Er unterrichtet Komposition am Konservatorium Jerewan.
1998 und 2004 nahm er am Bowling Green Festival of New Music and Arts in den USA teil, 2002 und 2003 am Buffalo Festival. Seit 2001 arbeitet er als Komponist für Yo-Yo Mas Silk Road Ensemble, das The Morning Scent of the Acacia's Song für Duduk und Streichorchester und The Sun, the Wine and the Wind of Time für Duduk, Violine, Cello und Klavier u. a. in Köln, Brüssel und Amsterdam, Rom, Florenz und Mailand, in der Carnegie Hall, an der Stanford University und der Chicago Symphony Orchestra Hall aufführte. Neben kammermusikalischen Werken komponierte Scharafjan Chormusik, Werke für Sinfonieorchester sowie die Oper King Abgar.

## Werke

### Oper
- King Abgar, Oper in zwei Akten, Libretto: Gurgen Khandjyan, Artashes Aram, Vigen Chaldranyan, 2010

### Ballett
- The Another Moon. Ballet of sacred gestures. Für Orchester, 2013
- Ancient Gods. Ballett in 2 Akten. Szenario: Hakob Movses, basierend auf dem Theaterstück Antike Götter von Levon Shant

### Weitere
- Divertissement, Canadian premiere performance recorded live on November 7, 2015, Toronto Centre for the Arts
- Night-garden music für Violine und Cello, 2010
- Stanza für Harfe, 2010
- Verses für Violine und Vibraphon, 2009
- Sonata-Fantasy für Viola und Klavier, 2009
- Vi-O -La no. 2 für Viola, 2009
- light-drop peals für Sopran und Viola, 2009
- Suite für Viola und Klavier, 2009
- Vi-O-La für Viola, 2009
- Burlesca für Violine und Streichorchester, 2009
- Suite für Violine und Orchester, 2009
- Sinfonia no. 2 Un Poco Concertante, 2008
- Luminous Silhouette für Klarinette und Orchester, 2008
- Con-cor-d-a-nce für Violine und Kammerorchester, 2008
- Lacrymosa für Solocello, Diskant, Sopran, gemischten Chor und Sinfonieorchester, 2008
- Luminous Silhouette of a song für Klarinette und Klavier, 2008
- Surgite Gloriae, Konzert für Viola, Duduk, Glocken, Bariton, Diskant und Streichorchester, 2007
- My Lofty Moon für Duduk oder Zurna, Qanun, Shō, Sheng, Perkussion, Flöte, Klarinette, Harfe, Violine, Viola, Cello und Kontrabass, 2007
- Another Tale für Klavier, 2007
- Seventeen Arrangements of the Folk Tunes and Transcriptions of Komitas pieces für Duduk und Streichquartett, 2006
- Offertorium für Soloklarinette und Instrumentalensemble, 2006
- Canticum Dolorosum & Canticum Pacificum für Sopran, gemischten Chor und Orchester, 2006–09
- Eleven Arrangements and Transcriptions of the Folk Tunes by Komitas für Duduk und Streichorchester, 2006
- Quintetto quasi Concerto per Pianoforte e Archi, 2006
- Concerto für Tenorsaxophon und Orchester, 2005
- Canticum Gratiosum für Bariton, Flöte, Klarinette, Trompete, Perkussion, Klavier, Violine, Cello und Kontrabass, 2005
- Serenade With a Dandelio für zwei Violinen, 2005
- On Wings of the Hymnal #1 und #2 für Cello und Klavier, 2005
- Blooming sounds für Violine, 2004
- Voices of the invisible blue butterflies für Klavier, 2004
- Adumbrations of the Peacock für Klavierquartett, 2004
- Piano Trio N2 The Dream of Dreams, 2004
- Concerto für Cello und Orchester, 2004
- Tsov Kentsaghuis Für Countertenor, Tenor, Bariton und Bass oder gemischten Chor und drei Duduks, 2003
- The Morning Scent of the Acacia's Song für Duduk, Sopran und Streichorchester, 2003
- Concerto-grosso für Orchester, 2002
- Ascending Kemancha für Duduk oder Zurna, Cello und Klavier, 2002
- Ancient Anthem für Sopran und Violine, 2002
- By Kouchak für Stimme, Flöte, Klarinette und Klavier, 2001
- The Four Seasons für zwölf Musiker und Erzähler, 2001
- Piano Trio N1, 2000
- Sonata für Altsaxophon und Klavier, 2000
- Concerto-sonata für Altsaxophon, Klavier und Streichorchester, 2000
- To Autumnal Leaves and to Stars für Altsaxophon, Violine, Cello, Perkussion und Klavier, 1999
- Two Devotions für Tar, Kyamancha, Dhol, Tam-Tam, Klavier und Streichquartett, 1999
- The Eclipse, für Altsaxophon, Violine und Klavier, 1999
- Sonata No2 für Violine und Klavier, 1998
- The Sun, the Wine and the Wind of Time für Duduk, Violine, Cello und Klavier, 1998
- Concerto-Serenata für Violine und Streichorchester, 1998
- Sonata No1 für Violine und Klavier, 1997
- String quartet, 1997
- Ter vor i mej lerinn für gemischten Chor a cappella, 1996
- Five songs für Sopran und Klavier, 1993
- Concerto für Streichorchester, 1992
- Khostovank für Kammerorchester, 1991
- Symphony für großes Orchester, 1990
- Heralding Dawn Music für 15 Instrumente 1990
- Poem für Streichorchester, 1987

## Weblink
- Vache Sharafyans Homepage

| Personendaten    | Personendaten                                |
| ---------------- | -------------------------------------------- |
| NAME             | Scharafjan, Wache                            |
| ALTERNATIVNAMEN  | Sharafyan, Vache; Շարաֆյան, Վաչե (armenisch) |
| KURZBESCHREIBUNG | armenischer Komponist                        |
| GEBURTSDATUM     | 11. Februar 1966                             |
| GEBURTSORT       | Jerewan                                      |